# Mongòlia Exterior
La Mongòlia Exterior (en mongol:ᠭᠠᠳᠠᠭᠠᠳᠤ ᠮᠤᠨᠭᠭᠤᠯ Gadagadu Monggol, en xinès:外蒙古|外蒙古 "Wài Měnggǔ") era un territori durant la dinastia Qing de l'Imperi Manxú de la Xina. A grans trets correspon amb el territori de l'actual Mongòlia.
El terme de "Mongòlia Exterior" és l'oposat al de Mongòlia Interior (Dotugadu monggol, 内蒙古; Nèi Měnggǔ), actualment una regió autònoma de la República Popular de la Xina. En lús mongol modern, el terme "Ар Монгол" (Ar Mongol) significa "Mongòlia del Nord" i es fa servir en comptes del de "Mongòlia Exterior". L'ús continuat del terme neimenggu en xinès per a referir-se a la Mongòlia Interior de vegades reflecteix un punt de vista amb sinocentrisme, ja que pren la part nord de Mongòlia com "exterior", mentre la part sud que està més propera al centre de la cicilització de la Xina, és vista com a "interior".
Actualment "Mongòlia Exterior" de vegades encara es fa servir per a referir-se, informalment, a l'estat de Mongòlia. I encara es diu així a Taiwan. Els mitjans de comunicació de la Xina, per evitar confusions, utilitzen el terme "Estat de Mongòlia" (蒙古国) en comptes de només "Mongòlia" (蒙古).